# Tom Wlaschiha
Tom Wlaschiha, né le 20 juin 1973, est un acteur allemand. Il est connu pour son rôle de Jaqen H'ghar dans la série Game of Thrones.

## Biographie
Tom Wlaschiha est né à Dohna, en Saxe, en République démocratique allemande. L'année de ses 17 ans, peu après la chute du mur de Berlin, il voyage à New York pour ses études. Il y demeure un an, jouant au théâtre et apprenant l'anglais.
Il prend des cours à l'École supérieure de musique et de théâtre Felix Mendelssohn Bartholdy de Leipzig de 1992 à 1996. Il a également étudié au Conservatoire des arts de Liège en 1994.
Il parle allemand, anglais, français, russe et italien.

## Carrière
Il débute à la télévision en 1995 avec la série Stubbe - Von Fall zu Fall , puis il enchaîne durant trois ans avec Wolkenstein, Mama ist unmöglich et Der Fahnder
En 2000, il obtient son premier rôle principal et au cinéma dans No one sleeps de Jochen Hick et joue à la télévision dans L'empreinte du crime, Mission sauvetages et Tatort. L'année suivante, il joue un soldat dans le film Stalingrad réalisé par Jean-Jacques Annaud. 
En 2003, il revient au cinéma dans Pura Vida Ibiza de Gernot Roll et sur le petit écran dans Vice Squad, Hallo Robbie ! et Charly la malice. 
En 2005, il tient un petit rôle dans Munich de Steven Spielberg. L'année d'après, il joue dans Die Wolke de Gregor Schnitzler et obtient un autre petit rôle dans 16 blocs de Richard Donner avec Bruce Willis. 
En 2008, il tourne aux côtés de Daniel Brühl dans Le Maître des sorciers et à la télévision dans Unschuldig. L'année suivante, il a de nouveau un petit rôle dans Walkyrie de Bryan Singer. 
En 2010, il joue dans les séries The Sarah Jane Adventures et Mick Brisgau. En 2011, il est présent aux côtés de Michael Sheen, Andrea Riseborough et Iwan Rheon dans Resistance d'Amit Gupta et en août, il est choisi pour interpréter le rôle de Jaqen H'ghar dans la série télévisée a succès Game of Thrones, il apparaît à partir de l'année suivante et reprend son rôle de 2015 à 2016. 
En 2014, il retrouve Daniel Brühl dans Rush réalisé par Ron Howard et joue dans Borgia. L'année d'après, il incarne le Prince Albert dans Mr. Turner de Mike Leigh avec Timothy Spall et Crossing Lines se termine après trois saisons. 
En 2017, il revient au cinéma dans Berlin Falling de Ken Duken, mais également à la télévision dans les séries Schuld et Dengler. L'année suivante, il obtient un rôle plus important dans Das Boot. 
En 2019, il est présent lors de la seconde saison de Jack Ryan avec John Krasinski et Noomi Rapace, il tourne également dans la mini-série Thanks for the Memories. L'année d'après, il joue dans le film L'Incroyable Histoire de l'Île de la Rose, diffusé sur Netflix début décembre. 
En 2022, il interprète Dmitri Antonov, un garde russe, dans la quatrième saison de Stranger Things.

## Filmographie

### Cinéma

#### Longs métrages
- 2000 : No one sleeps de Jochen Hick : Stefan Hein
- 2001 : Stalingrad (Enemy at the Gates) de Jean-Jacques Annaud : Un soldat
- 2003 : Pura Vida Ibiza de Gernot Roll : Felix
- 2004 : Bergkristall de Joseph Vilsmaier : Schafhirt Philipp
- 2005 : Munich de Steven Spielberg : Un journaliste à Fürstenfeldbruck
- 2006 : 16 blocs (16 Blocks) de Richard Donner : Un passager dans le bus
- 2006 : Die Wolke de Gregor Schnitzler : Hannes
- 2008 : Le Maître des sorciers (Krabat) de Marco Kreuzpaintner : Hanzo
- 2008 : Retour à Brideshead (Brideshead Revisited) de Julian Jarrold : Kurt
- 2009 : Walkyrie (Valkyrie) de Bryan Singer : Un officier des communications
- 2011 : Resistance d'Amit Gupta : Albrecht
- 2012 : 9 mois de réflexion (Frisch gepresst) de Christine Hartmann : Chris
- 2013 : Rush de Ron Howard : Harald Ertl
- 2013 : Ohne Gnade ! de Birgit Stein : Baboo
- 2014 : Mr. Turner de Mike Leigh : Prince Albert
- 2017 : Berlin Falling de Ken Duken : Andreas
- 2018 : A War Within (I krig & kærlighed) de Kasper Torsting : Gerhard
- 2019 : Saturday Fiction (Lán xīn dà jùyuàn) de Lou Ye : Saul Speyer
- 2020 : L'Incroyable histoire de l'Île de la Rose (L'incredibile storia dell'Isola delle Rose) de Sydney Sibilia : W.R. Neumann

#### Courts métrages
- 2007 : My Little Boy de Matthias Vom Schemm : Wolfgang
- 2011 : Who's Watching Who de Sebastian Solberg : Thomas
- 2017 : Dobermann de Felix Schroeder : Siras

### Télévision

#### Séries télévisées
- 1995 : Stubbe - Von Fall zu Fall : Koschi
- 1996 : Wolkenstein : Kai
- 1997 : Mama ist unmöglich : Rico
- 1998 : Der Fahnder : Dieter Feldberg
- 2000 : L'empreinte du crime (Die Cleveren) : Jochen
- 2000 - 2001 / 2004 : Mission sauvetages (Die Rettungsflieger) : Feldwebel Torsten Biedenstedt
- 2000 / 2015 : Tatort : Lars Kante / Thorsten Rausch
- 2002 : En quête de preuves (Im Namen des Gesetzes) : Tobias Ording
- 2002 : Küstenwache : Felix Kemper
- 2003 : Vice Squad : Bernd Horsten
- 2003 : Hallo Robbie ! : Horst
- 2003 : Charly la malice (Unser Charly) : Richy (voix)
- 2004 : Un cas pour deux (Ein Fall für zwei) : Mitarbeiter Möbelhaus
- 2004 / 2007 : En toute amitié (In aller Freundschaft) : Dr. Daniel Lohmann
- 2006 : Unter den Linden - Das Haus Gravenhorst : Hermann Pikeweit
- 2006 : SOKO Wismar : Jens Holling
- 2006 : Zwei Engel für Amor : Sebastian / Mann
- 2007 : Alerte Cobra (Alarm für Cobra 11 - Die Autobahnpolizei) : Nick Weiss
- 2007 : GSG 9 - Die Elite Einheit : Wetting
- 2008 : Unschuldig : Endres
- 2009 : Le cinquième commandement (Ihr Auftrag, Pater Castell) : Thomas Welz
- 2009 : Eine für alle - Frauen können's besser : Sebastian Vollenbrinck
- 2009 : Wilsberg : Stefan Wehnert
- 2010 : The Sarah Jane Adventures : Lieutenant Koenig
- 2010 : Mick Brisgau (Der letzte Bulle) : Markus Breckwoldt
- 2010 : The Deep : aux frontières des abysses (The Deep) : Arkady
- 2011 : SOKO Stuttgart : Benedikt Fahl
- 2012 / 2015 - 2016 : Game of Thrones : Jaqen H'ghar
- 2013 : Hercule Poirot : Schwartz
- 2013 - 2015 : Crossing Lines : Sebastian Berger
- 2014 : Borgia : Philip Von Hapsburg
- 2017 : Schuld : Commissaire Weinhauer
- 2017 : Dengler : Marius Brauer
- 2018 - 2020 : Das Boot : Hagen Forster
- 2019 : Jack Ryan : Max Schenkel
- 2019 : Thanks for the Memories : Justin Beckmann
- 2022 : Stranger Things : Dmitri Antonov / Enzo
- 2023 : Mrs Davis : Père Hans Dieter

#### Téléfilms
- 1999 : Ich wünsch dir Liebe de Wiktor Grodecki : Nachbar
- 2001 : Verliebte Jungs de Christoph Schrewe : Oliver
- 2002 : Die Nacht in der ganz ehrlich überhaupt niemand Sex hatte de Christoph Schrewe : Stefan
- 2003 : Attention papa revient (Fast perfekt verlobt) de Rolf Silber : Nikas Kollege
- 2005 : Icône (Frederick Forsyth's Icon) de Charles Martin Smith : Vladimir Dorganosov
- 2007 : Die Gustloff de Joseph Vilsmaier : Bootsman
- 2007 : Fürchte dich nicht de Christiane Balthasar : Lieutenant Falk
- 2010 : Christopher et Heinz (Christopher and His Kind) de Geoffrey Sax : Gerhardt Neddermeyer
- 2011 : La Vallée tranquille (Stilles Tal) de Markus Rosenmüller : Olli Reschke
- 2012 : Un mâle, des mots (Mann kann, Frau erst recht) de Florian Gärtner : Moritz Blank
- 2017 : Maigret : la nuit du carrefour (Maigret : Night at the Crossroads) de Sarah Harding : Carl Anderson
- 2017 : Eltern und andere Wahrheiten de Maria von Heland : Torsten Pfeffer